# العاشق يفعل المستحيل (مسلسل)
العاشق يفعل المستحيل (بالتركية: Seven Ne Yapmaz) هو مسلسل تركي رومانسي درامي انتج عام 2017, من بطولة الممثلة سيرين شيرنجي والممثل يوسف جيم.

## قصة المسلسل
تدور قصة مسلسل العاشق يفعل المستحيل حول البطل الذي يدعى «أوزان»، وهو شاب مدلل وهو الوريث الوحيد لأثرى أثرياء إسطنبول والذي يملك سلسلة شركات اكينسوي في تركيا. يرتكب أوزان خطأ فادح في بداية حلقات المسلسل ليكتشف والده هذا الخطأ، وعلى إثره يقوم الأب بمعاقبته وإرساله إلى مكان بعيد عن إسطنبول أشبه بالنفي.يلتقي أوزان في المكان الذي تم إرساله إليه بفتاة جميلة جداً تدعى «نازلي».

### شخصية الابطال
تتميز شخصية ناصلي بالمرح والجدية في أغلب المواقف، فتاة قوية الشخصية قادرة على تدبر أمورها وإعالة نفسها فهي تربت دون والدين.يقضي أوزان الكثير من الوقت مع نازلي ولكن دون أن تكون لديه مشاعر اتجاهها، ومع مضي الأحداث المتسلسلة، تبدأ نازلي بالشعور تجاه أوزان بمشاعر لم تكن تظن في يوم من الأيام أنها ستخصصها لشخص ما.قررت فاطمة المرأة التي قامت بتربية نازلي في غياب والديها أن تُزوج أوزان ونازلي لكبح وابل الشائعات التي انهالت على الفتاة، نظراً للوقت الذي يقضيانه سوياً.

#### العقدة
إن النقلة النوعية في أحداث المسلسل تكون عند هروب أوزان ليلة الزفاف وتركه لنازلي وحيدة أمام الجميع، حيث تبدأ مرحلة انتقالية في المسلسل، فتتحول نازلي المحبة إلى نازلي الراغبة في الانتقام مما سببه لها أوزان.لم ينتهي دور أوزان عند هذا الحد، فسوف يدخل في دوامة بين ما قد فعله هو الصواب، وشعوره بالندم على ما فعل، وهل اعتذاره لنازلي سيكون كافياً في حال قرر العودة من جديد إلى القرية، كما أنه الآن لا يستطيع العودة لوالده، لأنه اقترف خطأً أكبر من الذي اقترفه سابقاً.
| النوع             | دراما - رومانسي        |
| بطولة             | سيرين شيرنجي، يوسف جيم |
| البلد             | تركيا                  |
| تاريخ العرض الأول | السادس من سبتمبر 2017  |
| عدد المواسم       | 1فقط                   |
| عدد الحلقات       | 11                     |
| مدة الحلق         | 2:00:00                |

## روابط خارجية
العاشق يفعل المستحيل (مسلسل) على موقع IMDb (الإنجليزية)
- العاشق يفعل المستحيل (مسلسل) على موقع قاعدة بيانات الفيلم (الإنجليزية)